# William Gaskell
Pour les articles homonymes, voir Gaskell.
William Gaskell (24 juillet 1805 - 12 juin 1884) est un pasteur unitarien anglais, travailleur caritatif et pionnier de l'éducation de la classe ouvrière. Époux de la romancière et biographe Elizabeth Gaskell, il est lui-même écrivain et poète et est le président le plus ancien de la bibliothèque Portico de 1849 à sa mort en 1884.
Sa théologie personnelle est le rationalisme sacerdotal et il rejette la doctrine du péché originel, croyant que les humains ont une capacité innée pour le bien, et cette croyance semble avoir sous-tendu son engagement de toute une vie dans des projets caritatifs et éducatifs,. Contrairement à beaucoup de ses contemporains de Manchester, Gaskell a toujours privilégié le travail social et éducatif au-dessus du lobbying politique pour le libre-échange ou la réforme des usines . Sa philosophie personnelle peut se résumer dans la dédicace qu'il écrit lors de la publication de son recueil de poèmes Temperance Rhymes : « aux ouvriers de Manchester... levier qui est de les élever dans l'échelle de l'humanité.

## Jeunesse et éducation
Gaskell est né à Latchford, une banlieue de Warrington, l'aîné de six enfants. La famille Gaskell comprend d'éminents dissidents. Son père, également William, est un fabricant de voiles avec une entreprise sur Buttermarket Stree  et également un professeur de théologie unitarienne et selon une source, sa mère, Margaret Jackson, est femme de ménage. Il est instruit par un ministre local, Joseph Saul. Interdit en tant que non-conformiste d'aller à Oxford ou à Cambridge, Gaskell étudie à l'Université de Glasgow (1820-1825), obtenant son BA et son MA en 1825. Il se forme ensuite pour le ministère unitarien au Manchester New College (1825-1828), à cette époque situé à York, où ses tuteurs sont Charles Wellbeloved et James Turner.

## Carrière

### Ministère

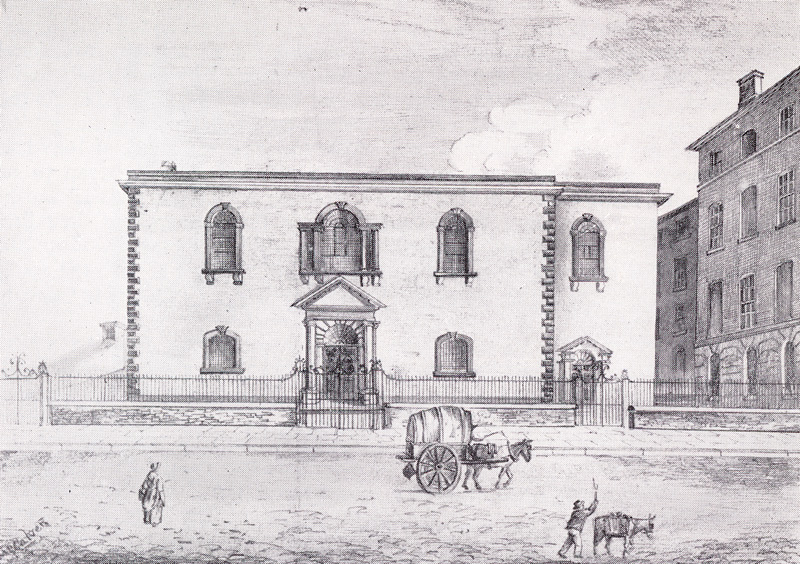
Chapelle de la rue Cross v. 1835

Gaskell est ministre adjoint de la Cross Street Chapel à Manchester de 1828 à 1854, et ministre principal par la suite, poste qu'il occupe jusqu'à sa mort,. Fondée en 1694, Cross Street est la principale chapelle unitarienne de la ville et sa congrégation comprend de nombreuses personnalités influentes de Manchester, dont cinq députés. Les éminents réformateurs de la santé publique James Kay-Shuttleworth, Benjamin Heywood et Samuel et William Rathbone Greg fréquentent tous la chapelle. Les contemporains considèrent Gaskell comme un brillant prédicateur, bien qu'il n'ait jamais parlé de façon impromptue ; il est certainement un travailleur acharné, prêchant souvent trois fois le dimanche.
Les ministres de la chapelle se sont dans l'ensemble abstenus de toute implication politique manifeste, mais ils sont actifs dans le travail social, soutenant l'élan de leurs laïcs. William Gaskell dirige la congrégation de 1828 à 1884, exerçant une large influence à l'intérieur et à l'extérieur du mouvement unitarien. Il soutient la Manchester Domestic Mission Society, qui aide les pauvres « de telle sorte qu'à aucun moment un nom ou un test confessionnel ou sectaire ne soit introduit ». Il défend les écoles de Lower Mosley Street, que la Cross Street Chapel parraine pour desservir les zones proches de la rivière Medlock. Un fonds de bourses soutient les congrégations dans les endroits les plus pauvres. Une infirmière dirigée par une dame de la congrégation est financée pour visiter les familles pauvres près du centre-ville. Gaskell travaille pour des opportunités d'éducation pour la classe ouvrière de la région et plaide pour le mouvement Mechanics Institute.
Gaskell est légendaire dans les efforts humanitaires. Pour honorer son cinquantenaire dans le ministère de Cross Street, une soirée se tient à l'hôtel de ville de Manchester et réunit plus d'un millier de personnes. La congrégation l'honore d'un cadeau d'argenterie, et pendant les festivités, une grosse somme d'argent est collectée pour la fondation d'une bourse pour les étudiants ministériels à Owen's College (maintenant l'Université de Manchester).
William Gaskell est soutenu dans son travail éducatif et humanitaire par son épouse, la romancière Elizabeth Gaskell.
Il en vient à être compté parmi les unitariens les plus éminents du pays et en 1859, on lui offre le ministère à Essex Street Chapel à Londres, le poste principal du ministère unitarien britannique, mais le refuse, préférant rester à Cross Street. À partir de 1865, il est président de l'Assemblée des ministres presbytériens et unitariens du Lancashire et du Cheshire. En 1861, il cofonde le Unitarian Herald, une publication destinée au public ouvrier, et en est rédacteur en chef jusqu'en 1875.

### Œuvres caritatives
Tout au long de sa vie, Gaskell travaille pour de nombreuses organisations caritatives locales afin de réduire la pauvreté, d'améliorer les conditions de vie et de réduire la transmission de maladies, en particulier le choléra épidémique et le typhus. Au cours des années 1830-1860, certaines des pires conditions pour les pauvres en Angleterre se trouvent à Manchester.
C'est aussi une ville d'inégalité sociale extrême entre la soi-disant « millocratie » et les travailleurs. Elizabeth Gaskell décrit un jour une connaissance assistant à un bal portant 400 £ de dentelle et 10 000 £ de diamants. La famille Gaskell se déplace entre les deux mondes, permettant à Gaskell non seulement de collecter des souscriptions caritatives de leur large cercle et de promouvoir des changements plus durables au sein de la bureaucratie locale, mais aussi de comprendre les véritables préoccupations de ceux qui vivent dans la pauvreté, avec qui il est probablement plus à l'aise. En 1833, il aide à fonder la Manchester Domestic Home Mission, non confessionnelle, dont il est le secrétaire pendant de nombreuses années. Inspirée par une visite du ministre bostonien Joseph Tuckerman, la mission apporte une aide pratique telle que de la nourriture et des couvertures aux pauvres. Il est également actif dans la District Provident Society, une organisation fondée par James Kay et William Langton avec des objectifs pragmatiques similaires. Gaskell soutient les mesures de santé publique et la réforme du logement, siégeant au comité de la Manchester and Salford Sanitary Association, ainsi qu'à un autre comité formé pour réglementer les brasseries de la région.

### Éducation et sociétés
Gaskell est un enseignant et un conférencier doué, déterminé depuis toujours à élargir les opportunités éducatives offertes aux classes ouvrières de Manchester. De telles opportunités sont limitées dans les années 1830 ; un rapport de la Manchester Statistical Society de 1834 montre qu'à l'exception de la Manchester Grammar School et du Chetham's Hospital, les principaux établissements impliqués dans l'éducation des pauvres sont les écoles du dimanche. Ces écoles donnent aux enfants de 5 à 15 ans quelques heures d'enseignement chaque dimanche, dont les deux tiers en bénéficient. Les deux tiers des écoles du dimanche travaillent en dehors de l'Église d'Angleterre.
Les Gaskell enseignent tous les deux dans les deux écoles du dimanche de Mosley Street, qui instruisent les jeunes ouvriers de l'usine. Les cours couvrent le calcul et l'alphabétisation de base en plus de l'enseignement biblique traditionnel, et Gaskell défend la pratique consistant à donner un enseignement non religieux le dimanche, affirmant qu'ils font « les affaires de leur père » en enseignant la lecture. Lui et d'autres font pression avec succès en 1832 pour que les deux écoles soient déplacées dans des locaux améliorés, et quelque 400 élèves sont inscrits en 1847.

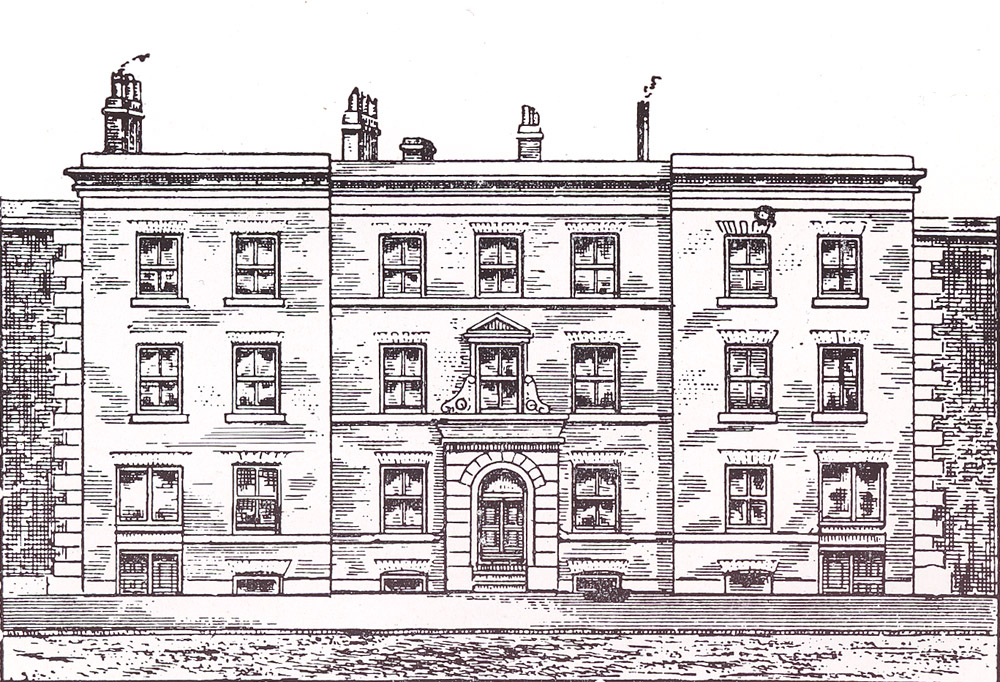
Institut de mécanique de Manchester, Cooper Street (1825)

En 1836, Gaskell commence à donner des cours du soir à l'Institut de mécanique de Manchester, qui devient plus tard l'Institut des sciences et technologies de l'Université de Manchester. Fondé en 1824 pour enseigner aux ouvriers les plus pauvres, l'institut est le premier du genre dans le pays. Son objectif principal est de donner aux ouvriers d'usine des connaissances suffisantes pour qu'ils puissent suivre le rythme des progrès technologiques rapides de l'époque. Dès le début, cependant, Gaskell semble avoir embrassé l'idée d'une éducation plus large : sa première série de conférences s'intitule « Les poètes et la poésie de la vie humble ». Elizabeth écrit que les conférences de son mari visent à accroître l'appréciation de «la beauté et la poésie de la plupart des choses communes et des événements quotidiens de la vie dans son aspect le plus humble». Les conférences sont populaires et Gaskell les prononcent dans plusieurs autres lieux ,. Personne ne sait qui sont ces «humbles poètes», mais il est connu pour avoir étudié JF Bryant et de nombreux autres poètes contemporains vivant à Manchester, notamment son ami, Samuel Bamford (en). Gaskell devient célèbre pour sa lecture, qu'un ancien étudiant décrit comme « claire et douce » ; sa lecture de la poésie est rappelée comme ayant « un charme particulier, car alors qu'il avait une oreille attentive pour les subtilités de la rime, du rythme et du mètre, rien n'a jamais été perdu du sens ou de la beauté des mots ».
Lorsque le New College déménage à Manchester en 1840, Gaskell continue à donner des conférences sur la littérature. De 1846 à 1853, il est professeur d'histoire, de littérature anglaise et de logique au New College, (Un autre professeur est le contemporain de Gaskell de ses études à York, l'éminent unitarien James Martineau). Lorsque le collègen déménage à Londres, il est président du conseil d'administration. Il enseigne également à l'Owens College, fondé en 1846 avec un héritage de John Owens (il devient l'Université Victoria de Manchester en 1904),. À partir de 1858, Gaskell enseigne la littérature au Manchester Working Men's College. Il donne également des cours particuliers aux hommes et aux femmes; parmi les élèves notables figurent la traductrice d'hymnes Catherine Winkworth et sa sœur, la traductrice Susanna Winkworth.
En 1854, Gaskell co-fonde (avec John Beard) le Unitarian Home Missionary Board, qui forme des ministres unitariens de la classe ouvrière. Il enseigne la littérature, l'histoire et le grec du Nouveau Testament, initialement depuis ses études à Plymouth Grove. Il en devient le principal en 1874 .
En plus de son tutorat et de ses conférences, Gaskell fait campagne pour une meilleure éducation pour les classes ouvrières, cofondant la Lancashire Public Schools Association en 1847. Il siège au comité de la Manchester Literary and Philosophical Society, qui donne des conférences publiques et fait campagne pour le changement social ; en 1849, il devient président de la Portico Library, une bibliothèque de prêt par abonnement. En 1861, il aide à organiser une réunion de la British Association for the Advancement of Science qui réunit des scientifiques du monde entier à Manchester. Gaskell semble apprécier l'immense charge d'enseignement qu'il a accumulée plus tard dans sa vie. Elizabeth Gaskell s'est plainte que « vous pourriez aussi bien demander à St Pauls de s'effondrer, que de le prier d'abandonner ce travail ; ce qui l' intéresse beaucoup, & que nul ne saurait faire si bien assurément. . .' Bien qu'elle fasse spécifiquement référence à ses conférences à l'Owens College, il semble avoir poursuivi avec diligence tous ses divers projets et trouvé des excuses pour éviter d'abandonner toute obligation qu'il avait une fois commencée.

## Littérature et écrits
Gaskell a une fascination pour la langue et est un expert du dialecte du Lancashire. Des extraits de ses conférences sur le dialecte sont publiés dans The Examiner et l'édition de 1854 du premier roman d'Elizabeth Gaskell, Mary Barton, est accompagnée de ses notes sur le dialecte. Il publie de nombreux pamphlets et sermons, et écrit ou traduit plus de soixante-dix hymnes, dont certains sont encore chantés,.
Son poème, « Sketches Among the Poor, No. 1 » (co-écrit avec sa femme à la manière de Crabbe), est publié dans le magazine d'Édimbourg de Blackwood en 1837, et son recueil de poésie Temperance Rhymes (1839) obtient l'approbation de Wordsworth. Sa poésie varie dans la forme, mais emploie toujours un langage simple et tente de représenter avec sensibilité des personnages issus des classes ouvrières. Le poème "Manchester Song" fournit deux des épigraphes de chapitre à Mary Barton.

## Vie personnelle et Elizabeth Gaskell

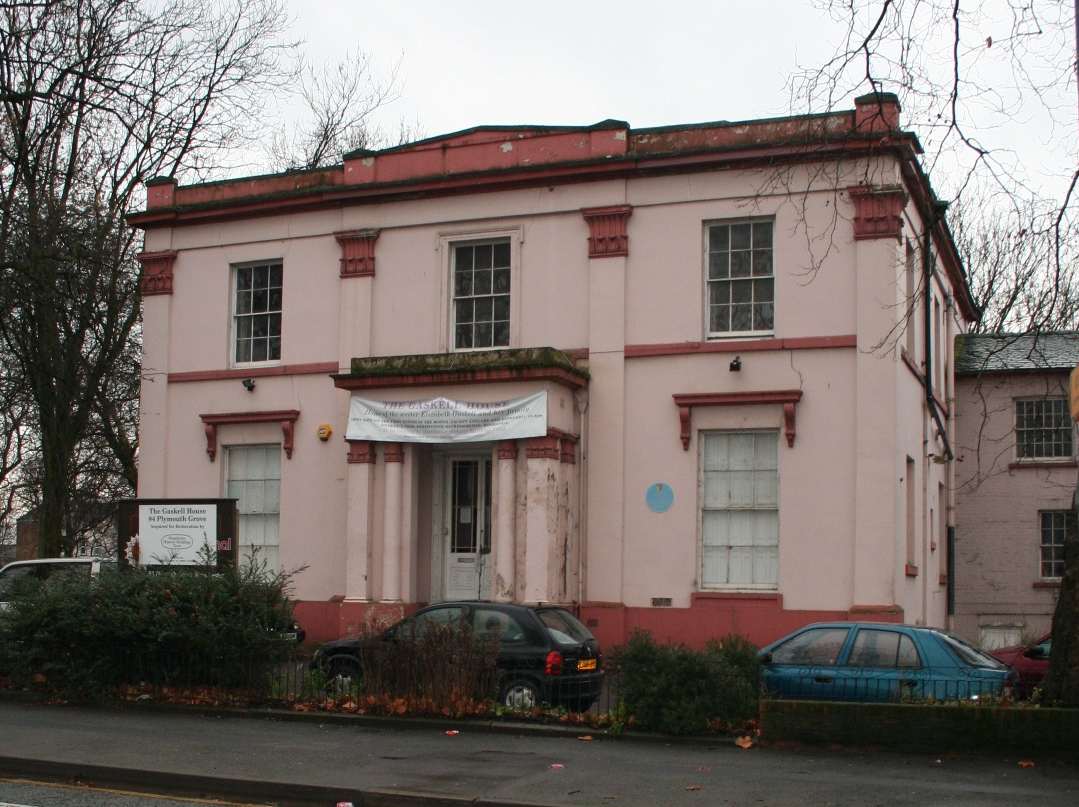
84 Plymouth Grove, la maison de Gaskell à partir de 1850

Gaskell épouse Elizabeth Cleghorn Stevenson, fille du ministre unitarien William Stevenson (écrivain écossais) (en), en 1832. Le couple a quatre filles survivantes.
Malgré des différences de personnalité, le couple semble avoir une relation solide, bien qu'ils aient souvent passé de longues périodes séparément, et la biographe d'Elizabeth Gaskell, Jenny Uglow, la décrit comme respirant plus librement lorsque William est absent, mais a toujours envie de son retour. Malheureusement, aucune des nombreuses lettres d'Elizabeth ne subsiste.
Gaskell aurait encouragé sa femme à écrire son premier roman pour se consoler de son chagrin à la mort de leur fils en bas âge de la scarlatine en 1845. Les romans industriels d'Elizabeth Gaskell Mary Barton et North and South sont directement inspirés de ses expériences en tant qu'épouse de ministre dans la ville industrielle de Manchester. Gaskell a toujours encouragé l'écriture de sa femme, la conseillant sur le dialecte, éditant ses manuscrits et agissant comme son agent littéraire,. Il la soutient lorsque certains de ses romans, en particulier Mary Barton et Ruth, suscitent de vives critiques pour leurs opinions radicales, ainsi qu'à travers les menaces de poursuites contre sa biographie de Charlotte Brontë,.
Elizabeth est décédée subitement en 1865. William Gaskell survit à sa femme pendant près de deux décennies, travaillant à temps plein jusqu'à six mois avant sa mort, aidé de ses deux filles célibataires. Il meurt d'une bronchite à Manchester en 1884, et est enterré à côté d'Elizabeth à Brook Street Chapel, Knutsford.

## Héritage

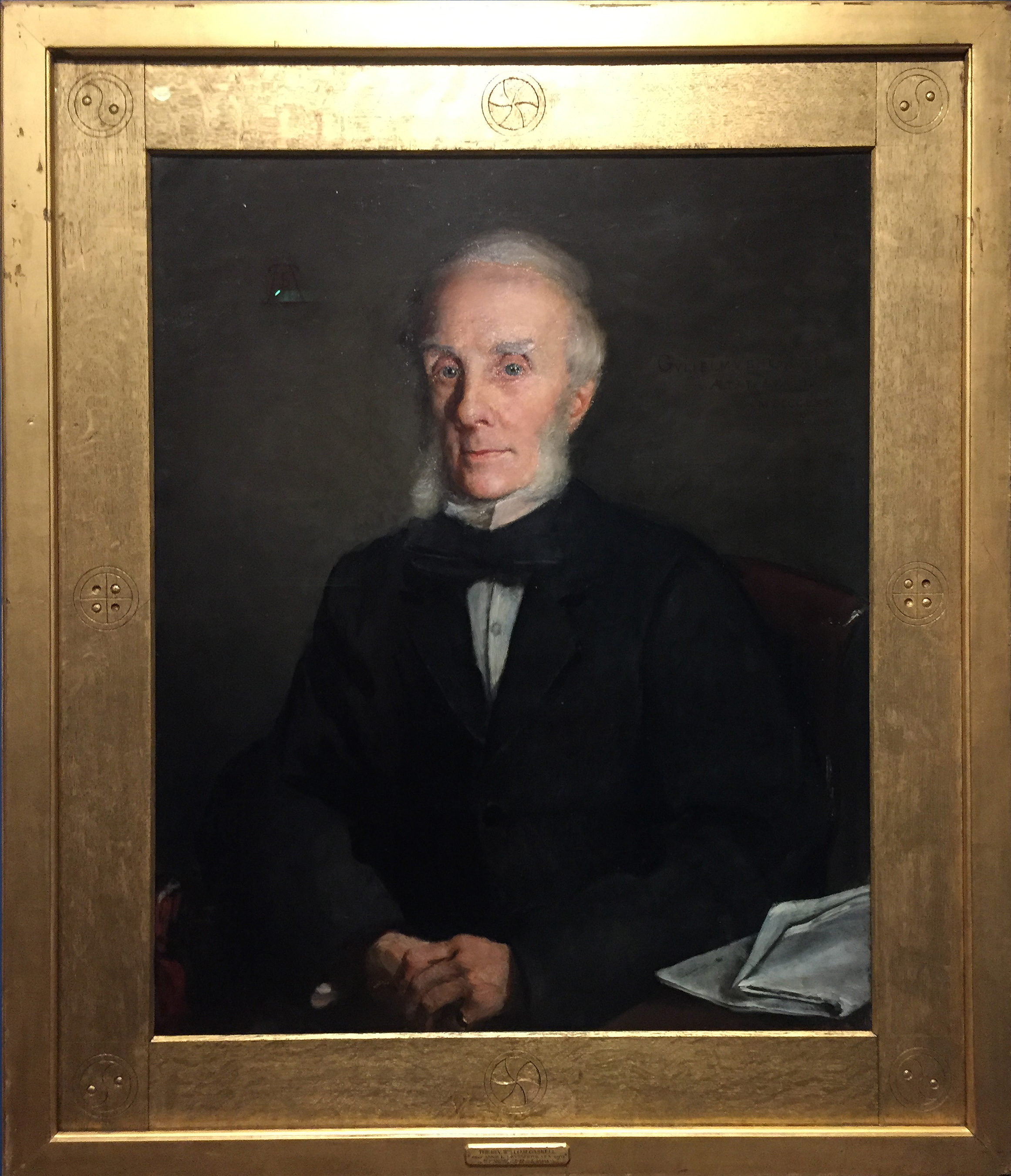
William Gaskell, par Annie Swynnerton

Le portrait et le buste de Gaskell sont exposés dans la nouvelle chapelle de Cross Street. Gaskell est interprété par Bill Nighy dans la mini-série de Granada Television , God's Messengers (1994) .

## Sources
- Brill B. William Gaskell, 1805-1884 (Manchester Literary and Philosophical Publications, 1984)  (ISBN 0-902428-05-5)
- Chapple JAV, Pollard A, éd. Les lettres de Mme Gaskell (Mandolin; 1997)  (ISBN 1-901341-03-8)
- Uglow J. Elizabeth Gaskell: Une habitude d'histoires (Faber et Faber, 1993)  (ISBN 0-571-20359-0)
- Webb RK. « Les Gaskells en tant qu'Unitariens » dans Shattock J (ed). Dickens et autres victoriens (Palgrave Macmillan; 1988)  (ISBN 0-312-02101-1)
- Head, Geoffrey 'Les fondateurs : John Relly Beard et William Gaskell' dans Len Smith et autres Unitarian to the Core : Unitarian College Manchester, 1854-2004 (Carnegie Publishing, 2004) pp. 30–51
- Un portrait de William Gaskell en tant que ministre de la chapelle de Cross Street :  dans l'histoire unitarienne